# Juan Bautista Ceballos
Juan Bautista Loreto Mucio Francisco José de Asís de la Santísima Trinidad Ceballos Gómez Sañudo (n. el 13 de maig de 1811 a Durango, Nova Biscaia—en l'actualitat l'estat de Durango—m. el 20 d'agost de 1859 a París, França), fou president interí de Mèxic del 6 de gener al 8 de febrer de 1853. Ceballos era un liberal moderat. La família Ceballos es traslladà de Durango a Valladolid (en l'actualitat Morelia) quan ell era molt petit. Hi estudià lleis al Col·legi de San Nicolás el 1835, on conegué Melchor Ocampo i Santos Degollado. El 1842 i el 1851 fou elegit diputat del Congrés de la Unió de Mèxic.
Del maig de 1852 el gener de 1853 fou president de la Suprema Cort de Justícia de Mèxic, posició que li permeté assumir el càrrec de president interí quan el president en funcions, Mariano Arista, fou deposat pels conservadors el 6 de gener de 1853. Poc després d'assumir el càrrec, demanà al congrés poders extraordinaris. No obstant això, el Congrés s'oposà a moltes de les seves iniciatives, per la qual cosa Ceballos el dissolgué militarment el 19 de gener, i convocà una convenció constitucional. El Congrés continuà reunint-se a una casa privada i designà Juan Mújica y Osorio com a president, però aquest no acceptà. La guarnició de la ciutat de Mèxic, sota el comandament de Manuel Robles Pezuela intervingué, destituí Ceballos i designà com a president Manuel María Lombardini.
Ceballos retornà a la Suprema Cort de Justícia. El 1856 fou elegit com a diputat de Michoacán i Colima en el Congrés Constituent que promulgà la segona constitució federal. Poc després marxà cap a Europa. Morí a París el 1859.